# Molophilus subgriseus
Molophilus subgriseus är en tvåvingeart som beskrevs av Evgenyi Nikolayevich Savchenko 1976. Molophilus subgriseus ingår i släktet Molophilus och familjen småharkrankar.
Artens utbredningsområde är Azerbajdzjan. Inga underarter finns listade i Catalogue of Life.